# Dannevirke
 For alternative betydninger, se Dannevirke (flertydig). (Se også artikler, som begynder med Dannevirke)
Dannevirke (på dansk også Danevirke, norrønt: Danavirki, gammeldansk: danæwirchi, tysk: Danewerk – betyder danernes værk) er et system af historiske danske befæstninger i Sydslesvig i det nordlige Tyskland, beliggende i delstaten Slesvig-Holsten ca. 40 km syd for den dansk-tyske grænse. Den langstrakte jordvold blev bygget tværs over den jyske halvøs smalleste sted i 400-500 e.v.t. og derefter flere gange udbygget og ændret i forløb indtil 1200-tallet. Den blev sidste gang brugt som forsvarsværk under den anden slesvigske krig i 1864. Så sent som 1944-45 blev den igen ombygget.
Dannevirke regnes for Nordens største fortidsminde. Resterne af Dannevirke blev naturfredet i 1950 og i 1958 blev volden fredet som fortidsminde. Den 30. juni 2018 blev Dannevirke sammen med Hedeby anerkendt som UNESCO-verdenskulturarv som Arkæologisk grænsekompleks Hedeby og Dannevirke.

## Beliggenhed
Dannevirke strakte sig over 30 kilometer tværs over Jylland fra Vindeby Nor og fjorden Slien i øst til marskområder omkring Trenen og Ejderen i vest. Op til 80 procent af jordvoldene er endnu bevaret. Men det må betænkes, at jordvoldene med tiden er sunket sammen. Voldene var både højere og stejlere end nutildags.
Hovedvolden dannede centrum for hele Dannevirke. Den blev flere gange udbygget og forstærket. Syd for hovedvolden ligger en parallel vold, Kovirke.
Den såkaldte forbindelsesvold integrerede også Hedebys halvkredsvold i værket. Dannevirkes østervold, mellem Slien og Vindeby Nor, forsvarede halvøen Svans og sikrede at fjenden ikke kunne gå uden om hovedvolden ved at sætte over Slien på de smalle steder.
Dannevirkes enkelte volde er:
- Østervolden (mellem Vindeby Nor og Slien)
- Forbindelsesvolden (mellem Hedeby og Dannevirke Sø)
- Nordvolden (nordøst for Dannevirke Sø)
- Hovedvolden (Thyras Virke) med Kurborg, Thyraborg, Kampestensmuren, Valdemarsmuren samt Hærvejens Viglidsdør (≈stridsmændenes port, også Viglesport, Karlegat eller Kalegat)
- Kovirke (mellem Rejde Å og Selk Nor)
- Krumvolden (mellem Hollingsted og Hovedvoldens vestende i Dannevirke kommune)
- Halvkredsvolden omkring vikingebopladsen Hedeby, Nordens største handelscenter i vikingetiden
- Slispærringen (ved den 280 meter brede Stegsvig Snævring i Slien)
- Små volde som buevolden og dobbeltvolden

Under arkæologiske udgravninger i 2010-2014 blev der angiveligt desuden fundet rester af et borganlæg fra valdemarstiden beliggende umiddelbart nord for Viglidsdøren (Kalegat) ved Rødekro (og det nuværende Dannevirke Museum). Borgens formål skulle have været overvågning af Kalegats (mandeportens) gennemkørsel og sikring af Valdemarsmuren. Under den dansk-svenske krig i 1658-1660 blev borgen ombygget til en femkantet skanse. Tilsvarende postulater af den tyske arkæolog Willi Kramer er dog hverken bekræftet af de udgravende arkæologer eller den arkæologiske fredningsmyndighed.
Der var også mindre voldanlæg lidt nord for hovedvolden i Gottorp Dyrehave og lidt nord for østervolden ved Snap og Christianshøj.

## Historie

### Funktion
Dannevirke ligger cirka 15–20 km nord for det danske riges gamle sydgrænse ved Ejderen. Kombinationen af volde, grave, mure og en søspærring lukker i kombination med vådområder mod vest og øst af for den Jyske Halvø på den smalleste sted, Det slesvigske Pas. Muligvis skulle de første voldanlæg beskytte det strategiske sted, hvor Hærvejen passerer mosestrækningerne vest for Slien ved Hedeby. Hvem der var danernes nabo i den tidligste tid vides ikke. Senere var det formodentlig sakserne, man ville forsvare sig imod, senere blev det frankernes rige, så det Tysk-romerske rige og siden 600-tallet også de vendiske obotritter, der havde bosat sig ved den sydlige Østersøkyst og i 1000-tallet drog hærgende op gennem Jylland. Statspolitiske og militærpolitiske ændringer førte omkring år 1300 til en opgivelse af forsvarsværket. Det fik dog kortvarig militær betydning igen under de dansk-tyske krige i 1848 og 1864. Under anden verdenskrig var der planer om at omdanne volden til en kampvognsspærring og der blev gravet en dyb grav på sydsiden af store dele af Hovedvolden i efteråret 1944. En endnu større ødelæggelse blev dog forpurret ved udgravningshjælperen arkæologen Søren Tellings henvendelse til den oldtidsinteresserede Himmler.
Ud over at være en grænsebefæstning beskyttede Dannevirke også trafikken mellem Vesterhavet og Østersøen via Hedeby. Skibe sejlede op ad Ejderen og Trenen, hvorefter varerne er blevet omladet og ført over land under Dannevirkes beskyttelse til Hedeby, hvor de igen blev omladet på skibe, som herfra kunne sejle ud gennem Slien (og omvendt).
Arkæologen Klaus Goldmann har fremsat en alternativ teori om at Kograven, den mindre grav syd for Hovedvolden fra ca. år 985, var en sejlbar kanal sammen med Dannevirke Sø. Da sluser ikke eksisterede i Nordeuropa på det tidspunkt, skulle kanalens højdeforskel være overvundet ved, at den bestod af flere opdæmmede sektioner med jordvolde imellem. Denne teori findes der dog intet arkæologisk eller historisk belæg for.
På stedet, hvor Dannevirkes hovedvold skæres af Hærvejen, befandt sig fra 600- til 1200-tallet med Kalegat eller Viglidsdør en åbning for den nord-syd gående trafik i Jylland. Al transport på Hærvejen måtte altså passere Kalegattet. Porten muliggjorde dermed en effektiv kontrol af al færdsel på Hærvejen. I 2010 kunne arkæologerne lokalisere porten tæt ved det nuværende Danevirke Museum.
Dannevirke var indtil året 1800 også stort set sammenfaldende med sydgrænsen for det danske folkesprog.

### Tidlig historie
Et meget udbredt sagn hævder, at Dannevirke blev grundlagt af Gorm den Gamles dronning, Thyra Danebod. Dette stemmer ikke overens med, at de første dele af bygningsværket er væsentligt ældre. Kulstof 14-dateringer antyder, at de tidlige jordvolde i Danevirke allerede blev bygget i årtierne omkring år 500. Forudgående volde stammer dermed formodentlig fra 450-500-tallet.
Sagnet hævder videre, at sjællændere, fynboer, lolliker, falstringer og nørrejyder byggede volden fra Haddeby Nor til den nu udtørrede Dannevirke Sø, mens skåninger byggede den strækning fra Thyraborg til Hollingsted, hvor en del af volden endnu kaldes Skåningerdelen. Hvor meget sandhed, der er i disse stadig populære sagn, er dog uvist, men det var normalt at opdele hæren efter mandskabets oprindelse. Det sønderjyske mundheld om folk, der kommer sammen langvejs fra, at de kommer "frå Fyn å frå Skån", påstås at stamme fra den tid.
Dannevirke blev bygget over flere faser. De ældste dele af Hovedvolden stammer fra omkring år 500 som en af de tidligste manifestationer af Danmark. Disse første volde var simple volde af jord og tørv, og blev bygget i flere faser frem til 700-tallet. Den tidligste Hovedvold var cirka 2 meter høj og 12 meter bred. I 600-tallet påbegyndtes arbejdet med Krumvolden, der udbyggedes op til 800-tallet. Omkring år 740 foretoges en massiv udbygning af anlægget. Dertil hørte Nordvolden, som var cirka 1,5 km lang, 10 m bred og 2 m høj. Østervolden var ca 4 km lang og skulle beskytte halvøen Svans. I denne forbindelse blev der foran Hovedvolden, Nordvolden og den vestlige del af Østvolden anlagt en massiv træpalisade. Desuden blev der anlagt en 1,6 km lang spærring i Slien parallelt med sejlrenden. Træ fra flere af disse anlæg er dendrokronologisk dateret til omkring år 740.  Det samme gælder for træ fra dæmningen til voldstedet Thyraborg, som er dateret til år 737. Senere opstår en mere end 3 km lang, 3 m høj og 3 m bred mur af Kampesten ved Danevirkes hovedvold, startende ved Thyraborg. Det er hidtil ikke lykkedes at datere muren med naturvidenskabelige metoder, men de nyeste udgravninger og ligheder med karolingiske bygningsværker sandsynliggør, at den er opstået i anden halvdel af 700-tallet eller omkring århundredeskiftet.
Den første historiske oplysning om Danevirke er en bemærkning i de frankiske rigsannaler om, at kong Godfred i år 808 sørgede for en befæstning fra hav til hav.
I vikingetiden oprettes halvkredsvolden omkring Hedeby (ca. 950). Forbindelsesvolden, som er dateret til omkring år 968, knyttede Dannevirket sammen med Hedeby. Udbygningerne fandt sted få år før opførelsen af de store ringborge som Fyrkat og Trelleborg.
I 974 blev Danevirke angrebet af kejser Otto 2's tropper, og mindst én af portene stormedes med held. Udfaldet havde uheldige konsekvenser for kong Harald. Hedeby blev besat af tyskerne. I 983 vendte dog krigslykken, og en dansk-abodritisk koalition under Harald Blåtand standsede den tyske indflydelse i grænseområdet. Efter områdets befrielse fik Harald Blåtand og/eller Svend Tveskæg bygget Kovirke. Volden, der er nære beslægtet med de danske ringborge var 6,5 km lang, ca. 2 meter høj og 7 meter bred. Spidsgraven foran volden var 4 meter bred og 3 meter dyb.
Under kong Knud den Hellige (1080-1086) blev voldene muligvis igen udbygget. I den sidste fase under Valdemarerne blev hovedvolden af Valdemar den Store befæstet med Valdemarsmuren. Den 4 km lange og 5-7 m høje mur var det første store teglstensbyggeri i Danmark og er indtil i dag Nordens største fæstningsværk. Selv om voldene efterhånden mistede deres militærstrategiske betydning, beholdt anlæggene en stor symbolværdi for det danske rige.

### Slesvigske krige
Allerede efter slaget ved Bov i april 1848 blev voldene igen anvendt til militære formål. Men danskerne tabte det efterfølgende slag ved Slesvig, som fandt sted tæt nord for Dannevirke og måtte trække sig tilbage. Først efter slaget ved Isted i 1850 befæstede danskerne igen Dannevirke med skanser, kanoner og brystværn til infanteriet. I 1861-64 blev voldene moderniseret.
I den dansk-tyske krig 1864 om hertugdømmet Slesvig opnåede Dannevirke næsten mytologisk status i Danmark, ikke mindst ved Grundtvigs udgave af Thyra Dannebods vise. Skansen blev af mange civilister anset for at være uindtagelig. Volden udgjorde militærgeografisk en naturlig forsvarlinje, idet den er lokaliseret på den jyske halvøs smalleste sted, hvor de vestlige områder ved Ejderen og Trenen endda er sumpede og uigennemtrængelige for en hær.
Befæstningen udbyggedes med nye skanseanlæg tværs over Sydslesvig. I begyndelsen af året 1864 bestod voldene af 27 skanser og en bemanding på 38.000 mand. Derudover anlagdes dæmninger i dalene ved Trenen og Rejde Å, så den helt kunne oversvømmes. Også i marsken ved Frederiksstad anlagdes flere skanser.
Men i 1864 stod den danske hær over for flere problemer. Den preussiske hær var bedre udstyret, både hvad angik håndvåben og kanoner. De tyske hære havde dobbelt så mange mænd og rådede over nyt, langtrækkende artilleri. Den kolde vinter udgjorde en særlig risiko, idet den tyske hær kunne have gået rundt om de danske linjer ved at krydse enten den tilfrosne Sli eller moseområderne vest for stillingen. General Christian de Meza besluttede derfor efter et krigsråd den 4. januar, at hæren skulle trækkes tilbage til en sikrere forsvarslinje for at undgå indeslutning. I øvrigt henholdt han og krigsrådet sig til en instruks, hvori det hedder, at "ministeriet har i det foregående stærkt fremhævet vigtigheden af at kunne gå foråret i møde med en dygtig og slagfærdig hær." Krigsrådet vurderede på denne baggrund, at hæren kun kunne holdes dygtig og slagfærdig ved en tilbagetrækning.
Af politiske årsager blev det anset for umuligt at trække hæren tilbage til Fyn eller Als, og de Meza besluttede derfor, at hæren skulle trækkes tilbage til stillingen ved Dybbøl nord for Flensborg og vest for Sønderborg. Dybbølstillingen var nyere og i bedre stand end Dannevirkestillingen. Hærens tilbagetog til Dybbøl foregik til fods i stedet for ad den nye jernbane til Flensborg, og årsagen til dette diskuteres stadig af historikere. Nogle angiver, at broerne undervejs blev sprængt for tidligt eller at der var tale om en logistisk misforståelse.
Efter tilbagetoget slog vejret om til tøvejr. Hvor meget det ville have betydet for forsvaret af Dannevirke er uvist. De Meza lagde bl.a. vægt på, at terrænet foran Dannevirke d. 3 februar var kommet under tysk kontrol.

### 1900-tallet
I efteråret 1944 besluttede tyske generaler sig for at ombygge dele af Dannevirke til et panserforsvar, og begyndte at grave en dyb grøft på sydsiden ind i jordvoldene. Formålet var at beskytte Tyskland mod et allieret angreb gennem Jylland. Den danske udgravningshjælper Søren Telling kunne imidlertid efter eget udsagn stoppe planerne ved at kontakte organisationen SS-Ahnenerbe, som hørte under Heinrich Himmler. Det blev bestemt, at Dannevirke skulle skånes for videregående indgreb, så pansergraven blev gravet nogle meter foran volden.. Pansergravene blev lukket igen efter krigen.
Resterne af Dannevirke blev naturfredet i 1950. Otte år senere blev volden fredet som fortidsminde. I 1990 åbnede Sydslesvigsk Forening Danevirke Museum. Museet befinder sig tæt ved Valdemarsmuren i landsbyen Dannevirke.

### Nutiden
En enkelt af skanserne fra den dansk-tyske krig i 1864, den såkaldte Skanse 14, blev genopbygget i 2001 i et samarbejdsprojekt mellem dansk og tysk militær. Skansen er beliggende tæt ved museet og den historiske hærvejskro Røde Kro/Rothenkrug.
Slesvig-Holsten søgte i samarbejde med Danmark og de andre nordiske lande om anerkendelse af Dannevirke og Hedeby som UNESCO-verdenskulturarv, og den 30. juni 2018 blev dette ønske opfyldt.
Fra 2006 arbejdede den tyske delstat Slesvig-Holsten i samarbejde med Danmark og de andre nordiske lande for at få Dannevirke og Hedeby anerkendt som UNESCO-verdenskulturarv sammen med en række vikingesteder i Norden. Efter at den multinationale ansøgning ikke havde succes, fremlagdes en national ansøgning om at gøre Danevirke og Hedeby til verdensarv. Det lykkedes i juni 2018, hvor Hedeby og Dannevirke blev optaget på UNESCOs Verdensarvsliste som Arkæologisk grænsekompleks Hedeby og Dannevirke.
I sommeren 2010 kunne arkæologerne ved Danevirke Museum lokalisere og udgrave den cirka seks meter brede Kalegatport, gennem hvilken den nord-sydgående trafik på Hærvejen foregik i de cirka 450 år, hvor Dannevirke var i funktion. Porten var dermed af afgørende betydning for handelen mellem Norden og kontinentet. Den er den første port, arkæologerne nogensinde har fundet i hele Danevirket. Som en sidegevinst ved udgravningen har arkæologerne også fundet den østlige ende af Valdemarsmuren fra efter 1163.